# Переворот Ноже
Переворот Ноже (перс.  کودتای نوژه‎), также известный как Масочный переворот (перс.  کودتای نقاب‎) или «раскрытие заговора США на военно-воздушной базе Шахид Ноже» (перс.  کشف توطئه  آمریکایی در پایگاه هوایی شهید نوژه‎) — попытка свергнуть новое правительство Исламской Республики Иран в лице высшего руководителя Рухоллы Хомейни и президента Абольхасана Банисадра. Описанные события произошли 9-10 июля 1980 года на военно-воздушной базе Шахид Ноже.

## Программа заговора
Программа заговорщиков была опубликована 18 июля 1980 года, когда все участники восстания уже были арестованы. На авиабазе Ноже находилось командование города Кебудрахенг, провинция Хамадан.
Руководил переворотом бывший командующий военно-воздушными силами Ирана Аббас Мехтун, а командиром воздушных сил переворота был назначен бригадный генерал Аят Мохаккаки (не стоит путать с последним главнокомандующим жандармерии шахского Ирана генералом-лейтенантом Аятом Ахмадом Али Мохаккаки).
Согласно плану оппозиционеров, сначала требовалось нанести воздушный удар по дому имама Хомейни в Тегеране (Джамаран), убив высшего руководителя. Далее планировалось атаковать башню аэропорта Мехребад, Тегеран и захватить новые самолёты для атаки здания Меджлиса, вещательных центров и захвата официальных лиц Исламской Республики.

## Раскрытие заговора
В заговоре были задействованы офицеры и военнослужащие войск пехоты, военно-воздушных сил, сухопутных сил и спецслужб. Попытку переворота удалось пресечь лишь арестом нескольких сотен офицеров 9-10 июля 1980 года на авиабазе Ноже. Однако заговорщикам всё же удалось нанести существенный ущерб: лишь 28 из 159 иранских танков приняли участие в боевых действиях в провинции Хузестан. План был организован отставным офицером жандармерии Мохаммедом Бакиром Бани-Амери совместно с генералом Голямом Али Овейси (доверенный военачальник шаха Мохаммеда Резы Пехлеви) и Шапуром Бахтияром (последний премьер шаха Пехлеви). Овейси координировал военную сторону плана, Бахтияр оказывал финансовую поддержку перевороту и помогал своим заговорщикам широкой сетью своих подчинённых.
В качестве связного Бахтияра с заговорщиками в Иране выступил бизнесмен Манухер Горбанифар, который возглавлял отдел логистики сети Некаб, организованной участниками заговора из числа гражданских лиц. Бахтияр сказал заговорщикам, что Соединённые Штаты «дали свое благословение [на переворот]», но он лгал, так как США ничего не знали об операции Ноже и, вероятно, не стали бы участвовать в подобных мероприятиях на том основании, что это может поставить под угрозу жизнь американских заложников в посольстве США в Тегеране.
По словам тогдашнего президента Абольхасана Банисадра, правительство обнаружило восемь крупных ячеек Некаба и план заговорщиков, после чего начались аресты:

«Их план состоял в том, чтобы совершить подобие государственного переворота для восстановления правления шаха, в то время как реальной целью было создать прикрытие для иракского вторжения. Согласно полученной нами информации, заговорщики создали военный лагерь в иракском городе Сулеймания, планируя разжечь курдское восстание и организовать демонстрации по всему Ирану. Их план был прост: внутренние беспорядки сначала разобьют иранские вооруженные силы, и в первый же день иракской атаки Саддам сможет занять всю западную часть страны».

## Последствия заговора
После провала переворота имам Хомейни выступил с речью в своей резиденции в Джамаране, заявив:

«Они хотят совершить переворот. Даже если бы мы не смогли подавить его, его подавил бы народ. <…> Предположим, что их „фантомы“ взлетели бы, но что тогда они могли бы сделать? Нация не спит, так что „фантом“ или даже два едва ли смогли бы что-либо сделать».
Хомейни приказал казнить арестованных за участие в перевороте, но Банисадр использовал лазейки в новом законодательстве для отсрочки казни. Когда Ирак вторгся на территорию Ирана, большинство арестованных были освобождены в обмен на обещание принять участие в боевых действиях. Тем не менее, 144 участника были казнены, а в последующие месяцы 2-4 тыс. выпущены на волю. 18 июля в Париже была предпринята попытка покушения на Шапура Бахтияра, а 22 июля Али Акбар Табатабаи, бывший пресс-атташе Ирана в США, был убит в Бетесде, штат Мэриленд. Бакир Бани-Амери эмигрировал и состоял впоследствии в движении НАМИР Шапура Бахтияра.
Несмотря на то, что США официально не признавали своего участия в данной попытке восстания, эта ситуация привела к очередному обострению ирано-американских отношений, а также косвенно повлияла на политику санкций в отношении Ирана.